# Kurpark Bad Wörishofen

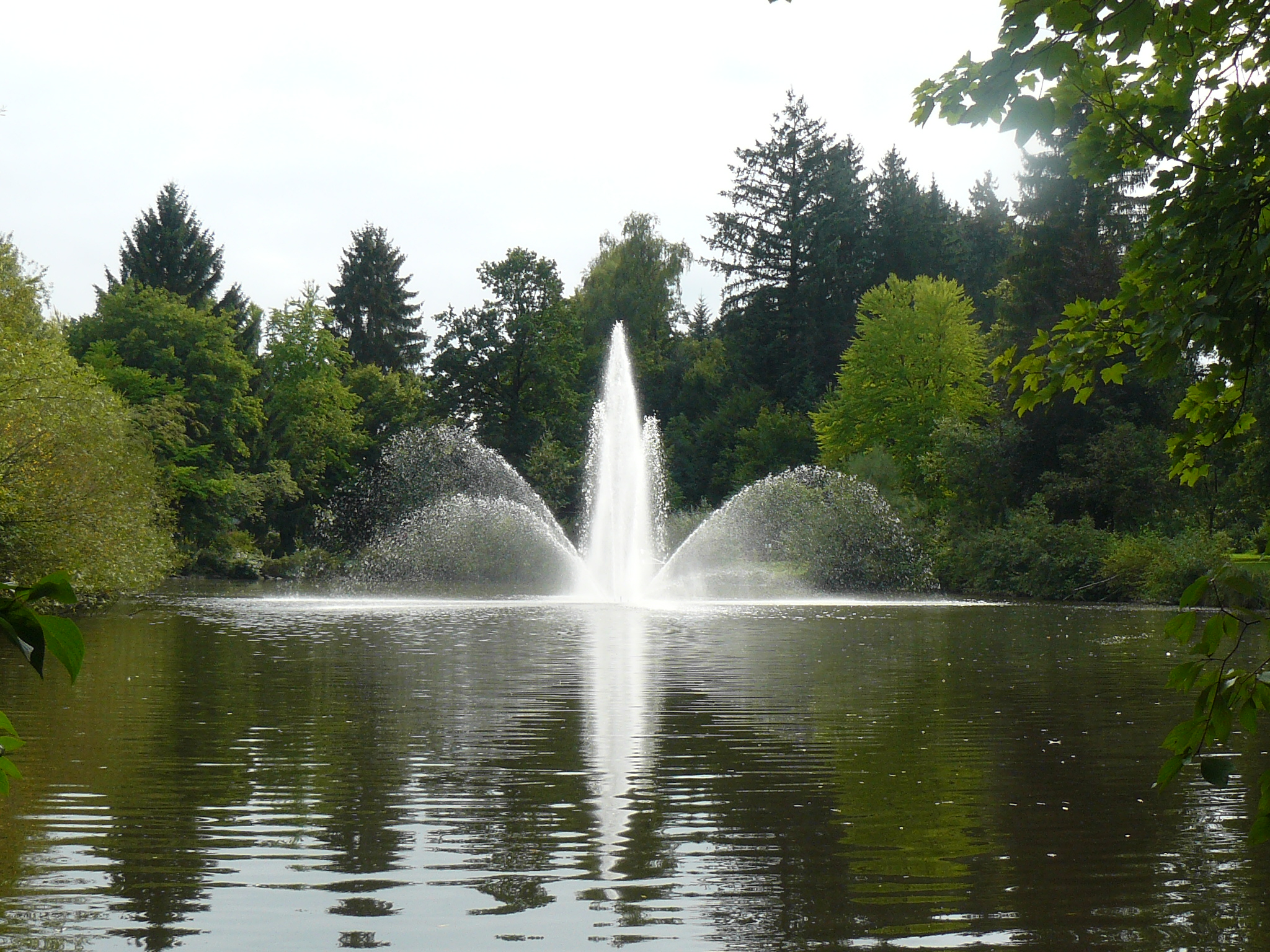
Springbrunnen im Kurpark

Der Kurpark Bad Wörishofen erstreckt sich auf insgesamt 163.000 m² und befindet sich in der Gemeinde Bad Wörishofen, im Landkreis Unterallgäu (Bayern). Der Kurpark im Westen der Gemeinde ist auf der Liste des Bayerischen Landesamtes für Denkmalpflege eingetragen.

## Geschichte
In den Jahren 1893 bis 1897 war Erzherzog Joseph von Österreich Kurgast in Bad Wörishofen. Während dieser Zeit wurde die Errichtung des Kurparks, der damals noch Erzherzog-Joseph-Anlagen genannt wurde, begonnen. Der Verschönerungsverein von Bad Wörishofen erweiterte den Park in den Jahren 1902/1903. Im Norden wird der Park durch die Alfred-Baumgarten-Straße begrenzt, die auch teilweise den Park durchschneidet. Im Süden schließt die Schöneschacherstraße und der Albert-Schalle-Weg den Park ab.

## Anlage
Der Kurpark, im englischen Stil angelegt, untergliedert sich in verschiedene Bereiche. So gibt es einen Duft- und Aromagarten mit über 250 Arten von Duftpflanzen. Der Duft- und Aromagarten erstreckt sich auf einer Fläche von circa 3.500 m². Des Weiteren sind drei Heilkräutergärten angelegt, die nach historischen Personen benannt sind:
- Walahfrid-Strabo-Garten: benannt nach Walahfrid Strabo (* 808/809 – † 849), Abt des Klosters Reichenau. Der Garten ist als mittelalterlicher Klostergarten gestaltet.
- Leonhart-Fuchs-Garten: in streng geometrischen Formen der Renaissance wurde der Garten nach Leonhart Fuchs (* 1501 – † 1566), einem Mediziner der Universität Tübingen, angelegt.
- Sebastian-Kneipp-Garten: ein ländlich-bäuerlicher Garten, benannt nach Sebastian Kneipp (* 1821 – † 1897).

Auf einer Fläche von rund 10.000 m² wurde 1972 ein Rosarium mit über 550 Rosensorten angelegt.

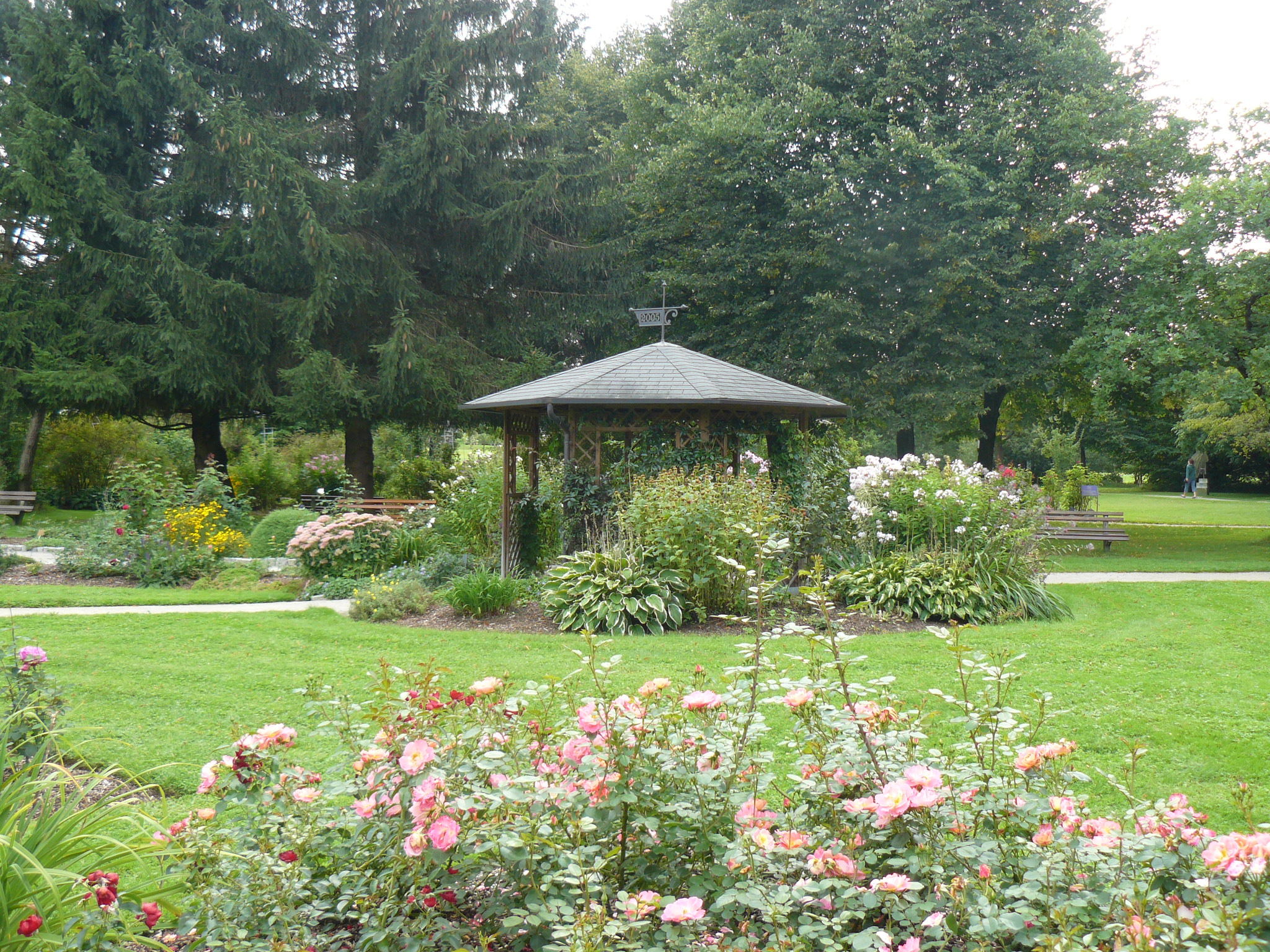
Pavillon im Kurpark
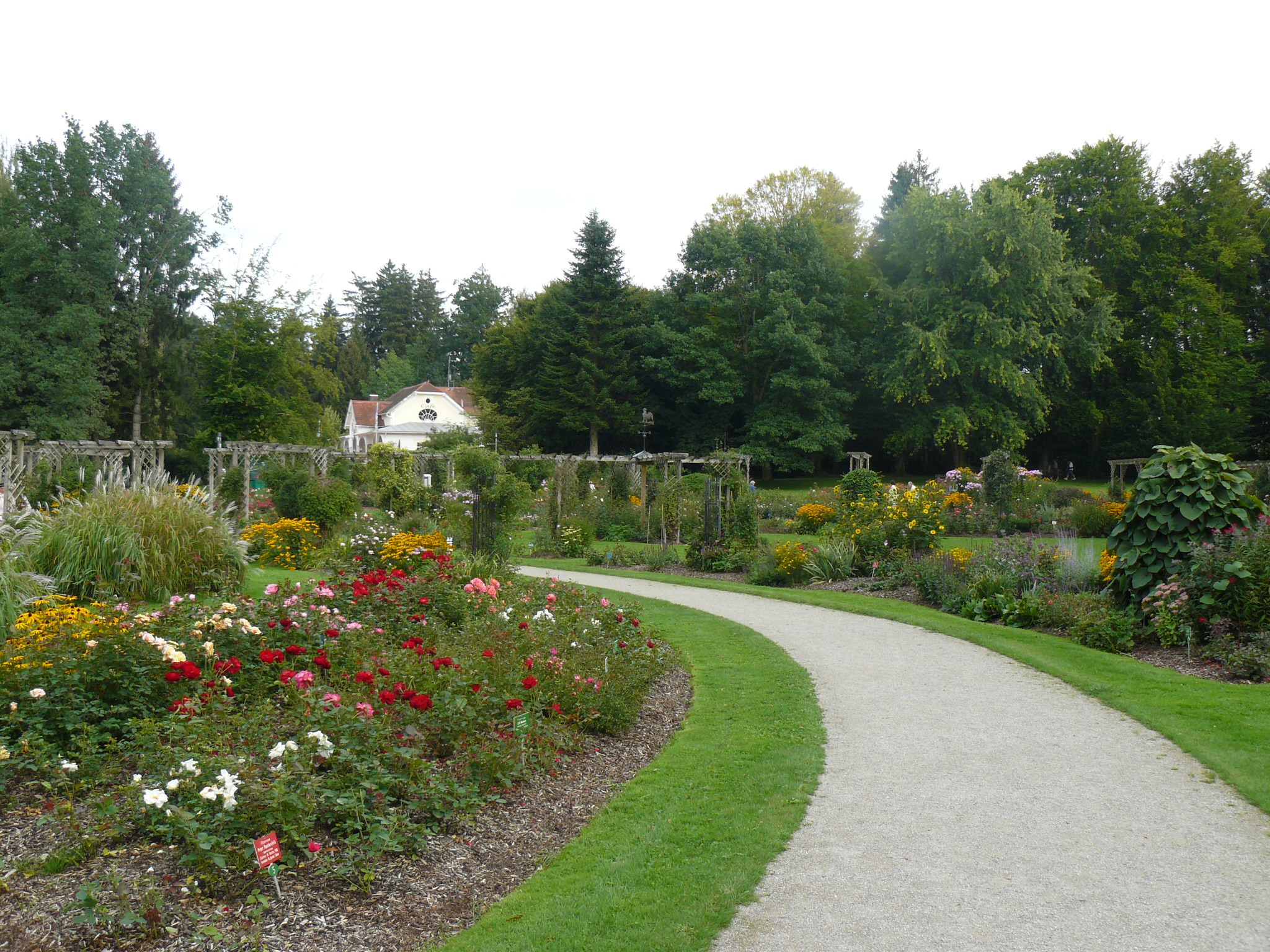
Rosarium